# 普里坦 (科羅拉多州)
普里坦（英語：Puritan）是位於美國科羅拉多州韋爾德縣的一個非建制地區。該地的面積和人口皆未知。

## 地理
普里坦的座標為40°05′06″N 104°59′57″W / 40.08500°N 104.99917°W，而該地的平均海拔高度為1531米（即5023英尺）。